# Серата-Галбене
Серата-Галбене (рум. Sărata-Galbenă) — село у Гинчештському районі Молдови. Адміністративний центр однойменної комуни, до складу якої також входять села Бретіановка, Керпінянка, Корольовка та Валя-Флорій.

## Населення
За даними перепису населення 2004 року у селі проживали 4790 осіб.
Національний склад населення села:
| Національність       | Кількість осіб | Відсоток   |
| -------------------- | -------------- | ---------- |
| молдавани румуни     | 3536 10        | 73,8% 0,2% |
| українці             | 1169           | 24,4%      |
| росіяни              | 36             | 0,8%       |
| цигани               | 19             | 0,4%       |
| болгари              | 10             | 0,2%       |
| гагаузи              | 2              | < 0,1%     |
| поляки               | 1              | < 0,1%     |
| інша / без відповіді | 7              | 0,1%       |
| Всього               | 4790           | 100%       |